# Karl Heintz

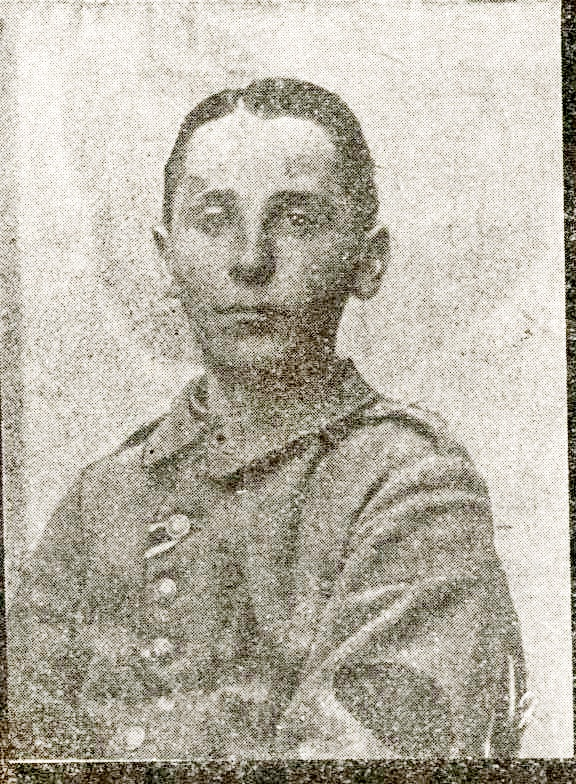
Karl Heintz als bayerischer Artillerist, 1916

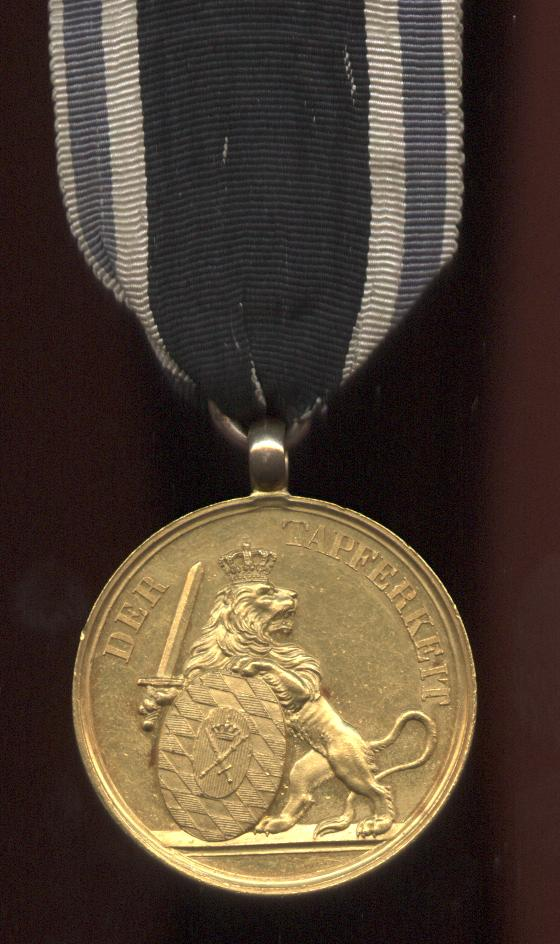
Die Bayerische Tapferkeitsmedaille

Karl Heintz (* 7. Juni 1897 in Saalstadt; † 23. September 1978 in Neustadt an der Weinstraße) war Kriegsfreiwilliger der Bayerischen Armee im Ersten Weltkrieg. Er grub 1916, im schwersten Trommelfeuer, unter eigener Lebensgefahr, zwei Verschüttete aus und rettete ihnen dadurch das Leben. Dafür wurde er mit der Bayerischen Tapferkeitsmedaille, dem höchsten bayerischen Kriegsorden für Unteroffiziere und Mannschaften, ausgezeichnet.

## Leben
Heintz wurde als jüngster von fünf Söhnen des Schmiedemeisters Ludwig Heintz geboren. Er strebte nach entsprechendem Schulbesuch die Beamtenlaufbahn an und arbeitete zunächst als Inspizient beim Bezirksamt in Ludwigshafen am Rhein.
Mit achtzehn Jahren trat Heintz während des Ersten Weltkriegs im August 1915 als Freiwilliger in die Bayerische Armee ein. Nach dreimonatiger Ausbildung bei der Artillerie kam er als Kanonier des 12. Artillerie-Regiments an die Westfront. Anfang 1916 wurde er mit dem Eisernen Kreuz II. Klasse ausgezeichnet und zum Gefreiten befördert.
Als Angehöriger der 3. Batterie seines Regiments nahm Heintz an der Somme-Schlacht teil. Am 14. September 1916 war er bei schwerstem Trommelfeuer im Foureaux-Wald mit der Instandsetzung einer total zerschossenen Fernsprechleitung beschäftigt. Hierbei teilten ihm andere Soldaten mit, dass gerade an einer gewissen Stelle Infanteristen des 18. Infanterie-Regiments „Prinz Ludwig Ferdinand“ verschüttet worden seien. Trotz unvermindertem Artilleriebeschuss ließ sich Heintz sofort die Stelle zeigen und begann völlig allein und deckungslos, im schweren Feuer die Kameraden auszugraben. Es gelang ihm schließlich, unter höchster eigener Lebensgefahr, nach längerer Zeit zwei Schwerverwundete zu bergen und vor dem Erstickungstod zu bewahren. Sie konnten durch herbeigerufene Sanitäter verbunden und aus der Kampfzone geschafft werden.
Für seinen selbstlosen Rettungseinsatz erhielt Heintz die Silberne Tapferkeitsmedaille, den höchsten Bayerischen Kriegsorden für Unteroffiziere und Mannschaften. Später, in Flandern zeichnete man ihn auch mit dem Eisernen Kreuz I. Klasse aus, da er freiwillig eine gefährliche Erkundung und die Reparatur einer Fernsprechverbindung durchgeführt hatte.
Heintz wurde nach dem Ersten Weltkrieg Verwaltungsbeamter und war im bayerischen bzw. später rheinland-pfälzischen Staatsdienst an diversen Stellen tätig. Sehr lange arbeitete er beim Bezirksamt Kirchheimbolanden, wo er auch mit seiner Familie wohnte. Später versetzte man ihn nach Neustadt, dann zur Kreisverwaltung Ludwigshafen am Rhein. Hier ging er als Amtsrat in Pension und verstarb schließlich an seinem letzten Wohnort in Neustadt/Weinstraße.
In dem Gedenkwerk Bayerns Goldenes Ehrenbuch ist Heintz und sein Verleihungssachverhalt auf Seite 315 festgehalten. Die Illustrierte Zeitbilder, Beilage zur Zeitung Pfälzische Presse Kaiserslautern brachte in ihrer Nummer 22 vom 4. November 1917 einen Bericht mit Foto über ihn.